# طوطی برازنده
طوطی برازنده (نام علمی: Neophema elegans) نام یک گونه از سرده طوطی‌های علف است.